# Hela Sverige bakar, säsong 8 (2019)
Den åttonde säsongen av Hela Sverige bakar spelades återigen in på Taxinge-Näsby slott. Likt föregående säsong sändes programmet på TV4, med start den 25 september 2019  med programtiden 21:00 på onsdagar. Programledare är Tina Nordström och Johan Östling samt jurymedlemmarna Birgitta Rasmusson och Johan Sörberg.

## Deltagare
| Deltagare            | Ålder | Bostad     | Sysselsättning   | Resultat |
| -------------------- | ----- | ---------- | ---------------- | -------- |
| Alexander Söderqvist | 37    | Sundbyberg | Studerande       |          |
| Dennis Kihlgren      | 33    | Örebro     | Tolk             |          |
| Jannie Skarstedt     | 30    | Ängelholm  | Försäljningschef |          |
| Emma Svanström       | 33    | Göteborg   | Arkitekt         |          |
| Jessica Amneteg      | 40    | Torsby     |                  |          |
| Linda Hansson        | 35    | Ljungby    | Hotellägare      | Vinnare  |
| Mats Rajala          | 37    | Stockholm  | Projektledare    |          |
| Mattias Celinder     | 47    | Stockholm  | Fastighetschef   |          |
| Ann Wiljelöf         | 28    | Sundsvall  | Hr-konsult       |          |
| Kerstin Stjernqvist  | 28    | Göteborg   | Restaurangchef   |          |
| Svetlana Soboleva    | 27    | Huddinge   | Föräldraledig    |          |
| Thomas Björk         | 66    | Stockholm  | Pensionär        |          |

## Källhänvisningar
1. ↑  ”Hela Sverige bakar 2019”. Aftonbladet. https://www.aftonbladet.se/nojesbladet/tv/a/LAqVn9/de-tavlar-i-hela-sverige-bakar. Läst 4 september 2019.
2. ↑  ”Här är deltagarna i Hela Sverige bakar 2019”. TV4.se. https://www.tv4.se/hela-sverige-bakar/artiklar/här-är-deltagarna-i-hela-sverige-bakar-2019-5d6cfa0424bc62818c285c7f. Läst 4 september 2019.